# Coracina nesiotis
El oruguero de Yap (Coracina nesiotis, Baker, 1951) es una especie de ave paseriforme en la familia Campephagidae, aunque a veces se le considera una subespecie del oruguero picofino.

## Descripción
La hembra de esta especie presenta un plumaje rufo-leonado y barreado en las partes inferiores. El macho exhibe un color gris muy oscuro o negro, con una banda clara en la punta de la cola y una mancha pálida difusa en el vientre. El iris es oscuro y los individuos no emiten vocalizaciones.

## Distribución y hábitat
Es endémico de Yap, un pequeño aglomerado de islas en las islas Carolinas occidentales, y parte de los Estados Federados de Micronesia en la zona oeste del océano Pacífico.  Habita en los bosques secos tropicales.